# 王益孙旧居
王益孙旧居建于1936年，是天津“新八大家”中“益德王”家第三代、王益斋之孙、号称“麻袋王”的王益孙在天津的故居。位于当时的天津英租界的威灵顿道（Wellington Road）（今和平区河北路275号），该建筑目前是一般保护等级历史风貌建筑。该建筑原为新华职大用房，现为潮州私房菜。

## 建筑
王益孙旧居该楼西抵河北路，现为砖木结构两层折衷主义风格的欧式建筑，建筑面积为1012平方米。首层由8棵罗马柱支撑，前廊设有石台阶入口，二层为设有金属透视围栏的外廊式阳台。该建筑原为典型的中式庑殿顶建筑，唐山大地震后改建。